# Oznice
Oznice là một làng thuộc huyện Vsetín, vùng Zlínský, Cộng hòa Séc.